# Редактор HTML
Редактор HTML або HTML-редактор — комп'ютерна програма, яка дозволяє створювати і змінювати HTML-сторінки.  Незважаючи на те, що HTML-код може бути написаний в простому текстовому редакторі (наприклад, Gedit), спеціальні редактори для написання коду HTML пропонують більше зручностей і функціональності. За своєю функціональністю вони діляться (часто вельми умовно) на дві категорії: 
- Редактор показує тільки початковий код
- Редактор показує готову сторінку в режимі WYSIWYG (що бачиш, те й маєш)

Багато WYSIWYG-редакторів дозволяють одночасно працювати і з кодом сторінки.
Усі HTML-редактори можна розділити на дві категорії: текстові та графічні. Перші передбачають набір коду вручну, хоча й зі значною автоматизацією цього процесу. На панелях інструментів таких редакторів розташовані численні кнопки, за допомогою яких потрібний тег вставляється в HTML-код. Щоб увести в код атрибут, необхідно розмістити курсор усередині тегу (після його імені), потім натиснути клавішу пробілу і, коли HTML-редактор надасть набір можливих атрибутів у вигляді списку, вибрати потрібний. Після цього програма відобразить його можливі значення. Необхідні атрибути можна задавати в окремих діалогових вікнах. У цьому випадку також вибираються потрібні значення, а редактор розміщує на сторінці відповідний код.

## Відомі HTML-редактори

### З технологієюWYSIWYG

#### Комерційні
- AceHTML[1]
- Adobe GoLive
- Adobe Dreamweaver
- Adobe Contribute
- JetBrains WebStorm[2]
- Microsoft Expression Web
- Microsoft FrontPage
- Microsoft Visual Web Developer
- Microsoft Office SharePoint Designer
- Namo WebEditor[3]
- CoffeeCup HTML Editor[4]
- NetObjects Fusion [5]
- WYSIWYG Web Builder[6]
- html-kit tools[7]
- WinSoft WebEditor
- IBM WebSphere Studio
- TopStyle 4[8]
- Macromedia HomeSite (з версії 5.0 не підтримує WYSIWYG)

#### Безкоштовні
- Amaya
- FCKeditor
- HTMLArea
- KompoZer
- Nvu
- Evrsoft First Page
- AceHTML
- Quanta Plus
- TopStyle 4
- TinyMCE
- BlueGriffon
- Online HTMLeditor
- Google Web Designer

### Редактори для роботи з початковим кодом

#### Безкоштовні
- AkelPad (при наявності необхідних плагінів)
- Aptana
- Arachnophilia
- Codelobster
- nano
- Notepad++
- PSPad
- SciTE
- vim

#### Комерційні
- Edit Plus
- CuteHTML
- Macromedia HomeSite
- UltraEdit

#### Різні
- Professional Notepad
- Bluefish
- CreaText
- HTML-Editor (X)HTML-Format
- html-kit free
- HTMLiar
- NeonHTML
- phase 5
- Scribe!
- Smart Web Builder
- SuperHTML
- TopStyle Pro
- Weaverslave
- WebCraft
- 1st Page 2006
- HtmlReader

Крім того, існують різні системи управління вмістом, онлайн-редактори и конструктори для створення готових сторінок.

## Виноски
1. ↑  software.visicommedia.com — Home — Products — AceHTML Pro. Архів оригіналу за 30 вересня 2012. Процитовано 22 вересня 2012.
2. ↑  The best JavaScript IDE with HTML Editor for Web development :: JetBrains WebStorm
3. ↑  SJ Namo. Архів оригіналу за 12 жовтня 2011. Процитовано 22 вересня 2012.
4. ↑  The HTML Editor - Your best Web design friend | CoffeeCup Software
5. ↑  Website Design Software: NetObjects Fusion XII. Архів оригіналу за 12 лютого 2013. Процитовано 22 вересня 2012.
6. ↑  WYSIWYG Web Builder
7. ↑  HTML Kit - making HTML coding fun again
8. ↑  http://www.topstyle4.com